# Coupe de Luxembourg 2023-2024
La Coppa di Lussemburgo 2023-2024 è la 99ª edizione della coppa nazionale lussemburghese, iniziata il 6 settembre 2023 e che terminerà a maggio 2024. La squadra vincente ottiene la qualificazione per la UEFA Conference League 2024-2025.
Il torneo è stato vinto dal Progrès Niedercorn, che in finale ha battuto per 3-1 ai calci di rigore lo Swift Hesperange dopo l'1-1 ai tempi supplementari.

## Formula
Alla coppa prendono parte le squadre delle prime cinque serie. I club della massima divisione entrano nella competizione a partire dal Secondo turno. Tutti i turni si disputano in gare di sola andata.

## Turno preliminare
Partecipano a questo turno 12 squadre delle serie inferiori. 
| Squadra 1          | Risultato | Squadra 2          |
| ------------------ | --------- | ------------------ |
| 6 settembre 2023   |           |                    |
| Alliance Äischdall | 3 − 0     | Ehlerange          |
| Bourscheid         | 1 − 6     | Steinfort          |
| Jeunesse Biwer     | 4 − 3     | Clemency           |
| Minerva Lintgen    | 5 − 1     | Vinesca Ehnen      |
| Rambrouch          | 1 − 0     | Boevange/Attert    |
| Red Boys Aspelt    | 0 − 4     | Sporting Bertrange |

## Primo turno
Partecipano a questo turno 64 squadre: 7 vincenti il turno preliminare e 57 provenienti da Luxembourg 1. Division e Luxembourg 2. Division.
| Squadra 1                  | Risultato       | Squadra 2                       |
| -------------------------- | --------------- | ------------------------------- |
| 9 settembre 2023           |                 |                                 |
| Jeunesse Schieren          | 9 − 3           | Colmar-Berg                     |
| Pratzerthal-Redange        | 2 − 4           | Atert Bissen                    |
| Reisdorf                   | 1 − 2           | Blo Weiss Itzig                 |
| 10 settembre 2023          |                 |                                 |
| Alliance Äischdall         | 1 − 3           | Union Remich/Bous               |
| Biekerech                  | 0 − 5           | Berdorf-Consdorf                |
| Brouch                     | 1 − 1 (6-7 dtr) | Tricolore Gasperich             |
| Claravallis Clervaux       | 1 − 3           | Minerva Lintgen                 |
| Ell                        | 1 − 3           | Sporting Mertzig                |
| Erpeldange 72              | 5 − 1           | Munsbach                        |
| US Esch                    | 3 − 4           | Olympia Christnach Waldbillig   |
| Excelsior Grevels          | 0 − 5           | Oberkorn                        |
| Heiderscheid/Eschdorf      | 2 − 1           | Kischpelt Wilwerwiltz           |
| Hosingen                   | 1 − 4           | Jeunesse Useldange              |
| Jeunesse Biwer             | 4 − 6           | Kehlen                          |
| Jeunesse Gilsdorf          | 1 − 2           | Red Star Merl                   |
| Koerich/Simmern            | 2 − 1           | Daring Echternach               |
| Les Aiglons Dalheim        | 0 − 3           | Bastendorf                      |
| Minière Lasauvage          | 1 − 4           | Feulen                          |
| Moutfort/Medingen          | 2 − 5           | Sandweiler                      |
| Noertzange HF              | 4 − 5           | R.M. Hamm Benfica               |
| Orania Vianden             | 3 − 3 (3-0 dtr) | Green Boys                      |
| Racing Troisvierges        | 2 − 1           | Syra Mensdorf                   |
| Rambrouch                  | 1 − 6           | Jeunesse Junglinster            |
| Red Black-Egalité          | 1 − 2           | ALSS Luxembourg                 |
| Sanem                      | 3 − 2           | Rupensia Lusitanos - Larochette |
| Schengen                   | 1 − 0           | Luna Obercorn                   |
| Schouweiler                | 1 − 0           | Folschette                      |
| Sporting Bertrange         | 3 − 6           | Kopstal 33                      |
| Steinfort                  | 6 − 0           | Les Ardoisiers Perlé            |
| The Belval Belvaux         | 5 − 3           | Union 05 Kayl-Tétange           |
| Union Mertert Wasserbillig | 0 − 3           | Young Boys Diekirch             |
| Wincrange                  | 1 − 4           | Norden 02                       |

## Secondo turno
Partecipano a questo turno 64 squadre: 32 vincenti il primo turno, 16 provenienti dalla Promotion d'Honneur e 16 dalla Division Nationale. 
| Squadra 1                     | Risultato       | Squadra 2             |
| ----------------------------- | --------------- | --------------------- |
| 30 settembre 2023             |                 |                       |
| Bastendorf                    | 0 − 1           | Fola Esch             |
| Schengen                      | 1 − 5           | Jeunesse Esch         |
| Steinfort                     | 0 − 1           | Bettembourg           |
| 1 ottobre 2023                |                 |                       |
| ALSS Luxembourg               | 2 − 1           | Avenir Beggen         |
| Atert Bissen                  | 3 − 5           | UT Pétange            |
| Berdorf-Consdorf              | 3 − 3 (5-6 dtr) | Rumelange             |
| Blo Weiss Itzig               | 0 − 4           | Marisca Miersch       |
| Erpeldange 72                 | 1 − 0           | Blo-Weiss Medernach   |
| Feulen                        | 0 − 4           | F91 Dudelange         |
| Heiderscheid/Eschdorf         | 0 − 11          | Progrès Niedercorn    |
| Jeunesse Junglinster          | 0 − 4           | Wiltz 71              |
| Jeunesse Schieren             | 0 − 5           | Käerjeng 97           |
| Jeunesse Useldange            | 1 − 3           | Mondercange           |
| Koerich/Simmern               | 1 − 3           | Koeppchen Wormeldange |
| Kehlen                        | 2 − 2 (1-4 dtr) | Rodange 91            |
| Kopstal 33                    | 0 − 2           | Mondorf               |
| Sporting Mertzig              | 1 − 4           | Mamer 32              |
| Minerva Lintgen               | 1 − 3           | Hostert               |
| Norden 02                     | 1 − 0           | Victoria Rosport      |
| Oberkorn                      | 1 − 4           | Lorentzweiler         |
| Olympia Christnach Waldbillig | 0 − 5           | UNA Strassen          |
| Orania Vianden                | 0 − 2           | Etzella Ettelbruck    |
| Racing Troisvierges           | 1 − 7           | Alisontia Steinsel    |
| Red Star Merl                 | 3 − 0           | Berdenia Berbourg     |
| R.M. Hamm Benfica             | 1 − 3           | Differdange 03        |
| Sandweiler                    | 1 − 2           | Jeunesse Canach       |
| Sanem                         | 1 − 3           | RU Luxembourg         |
| Schouweiler                   | 0 − 3           | Résidence Walferdange |
| The Belval Belvaux            | 0 − 3           | Swift Hesperange      |
| Tricolore Gasperich           | 0 − 4           | Mondorf               |
| Union Remich/Bous             | 0 − 4           | Schifflange 95        |
| Young Boys Diekirch           | 0 − 4           | Yellow Boys           |

## Sedicesimi di finale
Il sorteggio è stato effettuato il 10 ottobre 2023.
| Squadra 1             | Risultato   | Squadra 2           |
| --------------------- | ----------- | ------------------- |
| 28 ottobre 2023       |             |                     |
| F91 Dudelange         | 0 − 2       | Differdange 03      |
| Grevenmacher          | 2 − 4 (dts) | Young Boys Diekirch |
| Mamer 32              | 1 − 2       | Jeunesse Esch       |
| 29 ottobre 2023       |             |                     |
| Alisontia Steinsel    | 5 − 1       | Etzella Ettelbruck  |
| ALSS Luxembourg       | 0 − 3       | RU Luxembourg       |
| Erpeldange 72         | 1 − 8       | Mondorf             |
| Hostert               | 2 − 1       | UT Pétange          |
| Jeunesse Canach       | 4 − 3 (dts) | Wiltz 71            |
| Koeppchen Wormeldange | 2 − 5       | Mondercange         |
| Norden 02             | 1 − 0       | Lorentzweiler       |
| Red Star Merl         | 2 − 3       | Swift Hesperange    |
| Résidence Walferdange | 3 − 5       | Progrès Niedercorn  |
| Rumelange             | 4 − 0       | Marisca Miersch     |
| UNA Strassen          | 4 − 3       | Fola Esch           |
| 8 novembre 2023       |             |                     |
| Rodange 91            | 3 − 4       | Bettembourg         |
| Käerjeng 97           | 2 − 3       | Schifflange 95      |

## Ottavi di finale
| Squadra 1           | Risultato       | Squadra 2          |
| ------------------- | --------------- | ------------------ |
| 3 aprile 2024       |                 |                    |
| Alisontia Steinsel  | 1 − 3           | Progrès Niedercorn |
| Bettembourg         | 2 − 3           | Swift Hesperange   |
| Hostert             | 1 − 0 (dts)     | RU Luxembourg      |
| Mondercange         | 0 − 3           | Differdange 03     |
| Norden 02           | 1 − 1 (2-4 dtr) | UNA Strassen       |
| Rumelange           | 0 − 5           | Jeunesse Esch      |
| Schifflange 95      | 1 − 1 (2-4 dtr) | Mondorf            |
| Young Boys Diekirch | 3 − 2 (dts)     | Jeunesse Canach    |

## Quarti di finale
| Squadra 1           | Risultato | Squadra 2        |
| ------------------- | --------- | ---------------- |
| 24 aprile 2024      |           |                  |
| Hostert             | 1 − 2     | Mondorf          |
| Jeunesse Esch       | 0 − 2     | Swift Hesperange |
| Progrès Niedercorn  | 2 − 0     | Differdange 03   |
| Young Boys Diekirch | 0 − 2     | UNA Strassen     |

## Semifinali
| Squadra 1     | Risultato | Squadra 2          |
| ------------- | --------- | ------------------ |
| 1 maggio 2024 |           |                    |
| UNA Strassen  | 0 − 2     | Swift Hesperange   |
| Mondorf       | 0 − 2     | Progrès Niedercorn |

## Finale
| Arbitro: | Laurent Wilmes |

|  |                      |  |
|  | Tiri di rigore 1 – 3 |  |